# نظرية الأنظمة في العلوم السياسية

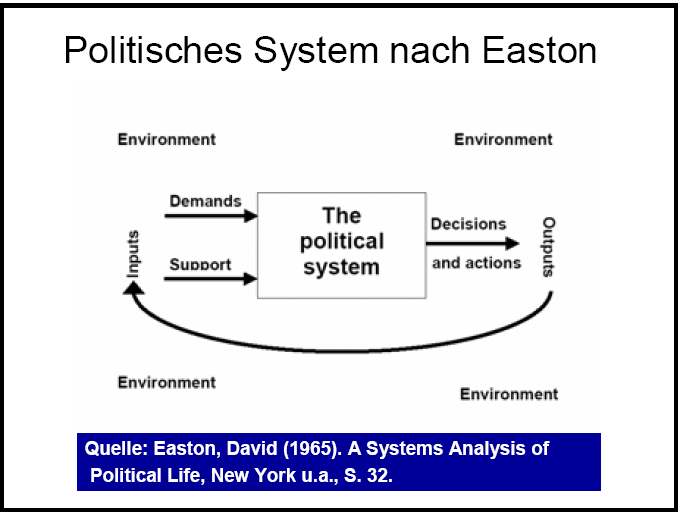
دافيد إيستون (1965). تحليل الأنظمة في الحياة السياسية، نيويورك، S.32.

نظرية الأنظمة في العلوم السياسية هي نظرة شاملة نوعًا ما ومجردة إلى حد كبير للسياسات، وتتأثر بعلم القيادة والتحكم (السبرانية). وأول مَن تبنى نظرية الأنظمة في العلوم السياسية هو دافيد إيستون في عام 1953.

## نظرة عامة
بعبارة بسيطة، يمكننا القول إن موقف إيستون السلوكي من السياسة أشار إلى أن النظام السياسي يمكن اعتباره نظامًا تدرجيًا محدودًا (أي أن جميع الأنظمة السياسية لها حدود معينة) ومرنًا (أي متغيرًا) ويُتبَع في صناعة القرارات. وفيما يلي تبسيط رائع للنموذج الذي وضعه إيستون:
- الخطوة 1: تؤدي التغيرات التي تشهدها البيئة المادية والاجتماعية المحيطة بالنظام السياسي إلى «مطالبات» و«صور دعم» تتعلق بالعمل أو الوضع الحالي. ويتم توجيه هذه المطالبات أو صور الدعم في صورة «مدخلات» في النظام السياسي من خلال السلوك السياسي.
- الخطوة 2: تحث هذه المطالبات ومجموعات الدعم على المنافسة في النظام السياسي، الأمر الذي يؤدي إلى قرارات أو «نتائج» موجهة لأحد جوانب البيئة المادية أو الاجتماعية المحيطة.
- الخطوة 3: بعد اتخاذ قرار ما أو التوصل إلى نتيجة معينة (سياسة محددة، مثلاً)، يتفاعل هذا القرار أو النتيجة مع البيئة المحيطة به. وإذا أدى إلى تغير في البيئة، تكون هناك «نتائج» لذلك.
- الخطوة 4: عندما تتفاعل سياسة جديدة مع البيئة المحيطة بها، قد تؤدي النتائج إلى مطالبات أو صور دعم جديدة، إلى جانب ظهور جماعات تناصر هذه السياسة أو تناهضها («آراء») أو ظهور سياسة جديدة في موضوع ما ذي صلة.
- الخطوة 5: تؤدي الآراء إلى الرجوع للخطوة 1، ويتكرر هذا الأمر إلى ما لانهاية.

إذا عمل النظام كما هو موضح فيما سبق، يكون «نظامًا سياسيًا مستقرًا». وإذا لم يفعل، يكون «نظامًا سياسيًا مفككًا».

### التحليل السياسي
طمح إيستون في تحويل السياسة إلى علم، أي العمل على نماذج ذات مستوى عالٍ من التجريد توضح تناسقات الأنماط والعمليات في الحياة السياسية بوجه عام. وأعلى مستويات التجريد، من وجهة نظره، يمكن أن تجعل التعميمات العلمية في السياسة أمرًا ممكنًا. باختصار، ينبغي النظر للسياسة ككيان كامل، وليس كمجموعة من المشكلات المختلفة التي ينبغي حلها.
وقد استقى إيستون نموذجه الأساسي من نظرته للسياسة ككيان شامل، كما لو كانت كائنًا حيًا. وتوضح نظريته ما يجعل الأنظمة السياسية تتأقلم وتستمر. فهو يصف السياسة بأنها في حالة تغير دائم، ومن ثم يرفض فكرة «التساوي» التي تسود بعض النظريات السياسية الأخرى (انظر النزعة النظامية). بالإضافة إلى ذلك، يرفض إيستون فكرة أن السياسة يمكن دراستها عن طريق تناول مستويات التحليل المختلفة. ويمكن تطبيق أفكاره التجريدية على أية مجموعة أو مطالبة في أي وقت. يعني ذلك أن نظرية الجماعات محل الاهتمام ونظرية النخبة يمكن تصنيفها ضمن تحليل الأنظمة السياسية.
وقد كانت نظرية إيستون - ولا تزال - مؤثرة للغاية على مبدأ التعددية في العلوم السياسية. (انظر هارولد لاسويل وروبرت دال)